# Југославија на Летњим олимпијским играма 1984.
Спортистима Југославије је ово били петнаесто учешће на Летњим олимпијским играма. Југославија је на Олимпијским играма 1984. у Лос Анђелесу била заступљена са 140 учесника који су учествовали у 16 спортских дисциплина (атлетика, бициклизам, бокс, ватерполо, веслање, једрење, кајак и кану, коњички спорт, кошарка, пливање, рвање, ритмичка гимнастика, рукомет, стрељаштво, фудбал и џудо).
Спортисти из Југославије су на овим играма освојили рекордан број медаља, укупно осамнаест. Број осамнаест је био подељен са рекордним бројем од седам златних, четири сребрне и седам бронзаних медаља. Златне медаље су освојене у боксу (Антон Јосиповић), ватерполу (мушка репрезентација Југославије), рукомету (мушка репрезентација Југославије), (женска репрезентација Југославије), рвању (Шабан Трстена и Владо Лисјак) и кајаку и кануу (Матија Љубек и Мирко Нишовић).

### Освојене медаље на ЛОИ
| Освојене медаље југословенских спортиста на ЛОИ 1984. |              |       |        |        |        |
| Спортиста                                             | Спорт        | Злато | Сребро | Бронза | Укупно |
| Антон Јосиповић                                       | Бокс         | 1     | 0      | 0      | 1      |
| Ватерполо репрезентација                              | Ватерполо    | 1     | 0      | 0      | 1      |
| Рукометна репрезентација                              | Рукомет      | 1     | 0      | 0      | 1      |
| Рукометна репрезентација                              | Рукомет      | 1     | 0      | 0      | 1      |
| Кајак и кану на мирним водама,                        | Кајак и кану | 1     | 0      | 0      | 1      |
| Рвање                                                 | Рвање        | 2     | 0      | 0      | 2      |
| Кајак и кану на мирним водама,                        | Кајак и кану | 0     | 2      | 0      | 2      |
| Реџеп Реџеповски                                      | Бокс         | 0     | 1      | 0      | 1      |
| Рефик Мемишевић                                       | Рвање        | 0     | 1      | 0      | 1      |
| Мирко Пузовић                                         | Бокс         | 0     | 0      | 1      | 1      |
| Азиз Салиху                                           | Бокс         | 0     | 0      | 1      | 1      |
| Рвање                                                 | Рвање        | 0     | 0      | 2      | 2      |
| Веслање                                               | Веслање      | 0     | 0      | 1      | 1      |
| Кошаркашка репрезентација                             | Кошарка      | 0     | 0      | 1      | 1      |
| Фудбалска репрезентација                              | Фудбал       | 0     | 0      | 1      | 1      |
| Укупно                                                | 7            | 7     | 4      | 7      | 18     |